# Cryptotrochus brevipalus
Cryptotrochus brevipalus är en korallart som beskrevs av Stephen D. Cairns 1999. Cryptotrochus brevipalus ingår i släktet Cryptotrochus och familjen Turbinoliidae. Inga underarter finns listade i Catalogue of Life.